# Albert Joseph Moore
Pour les articles homonymes, voir Moore.
Albert Joseph Moore (4 septembre 1841–25 septembre 1893) est un peintre britannique.

## Biographie

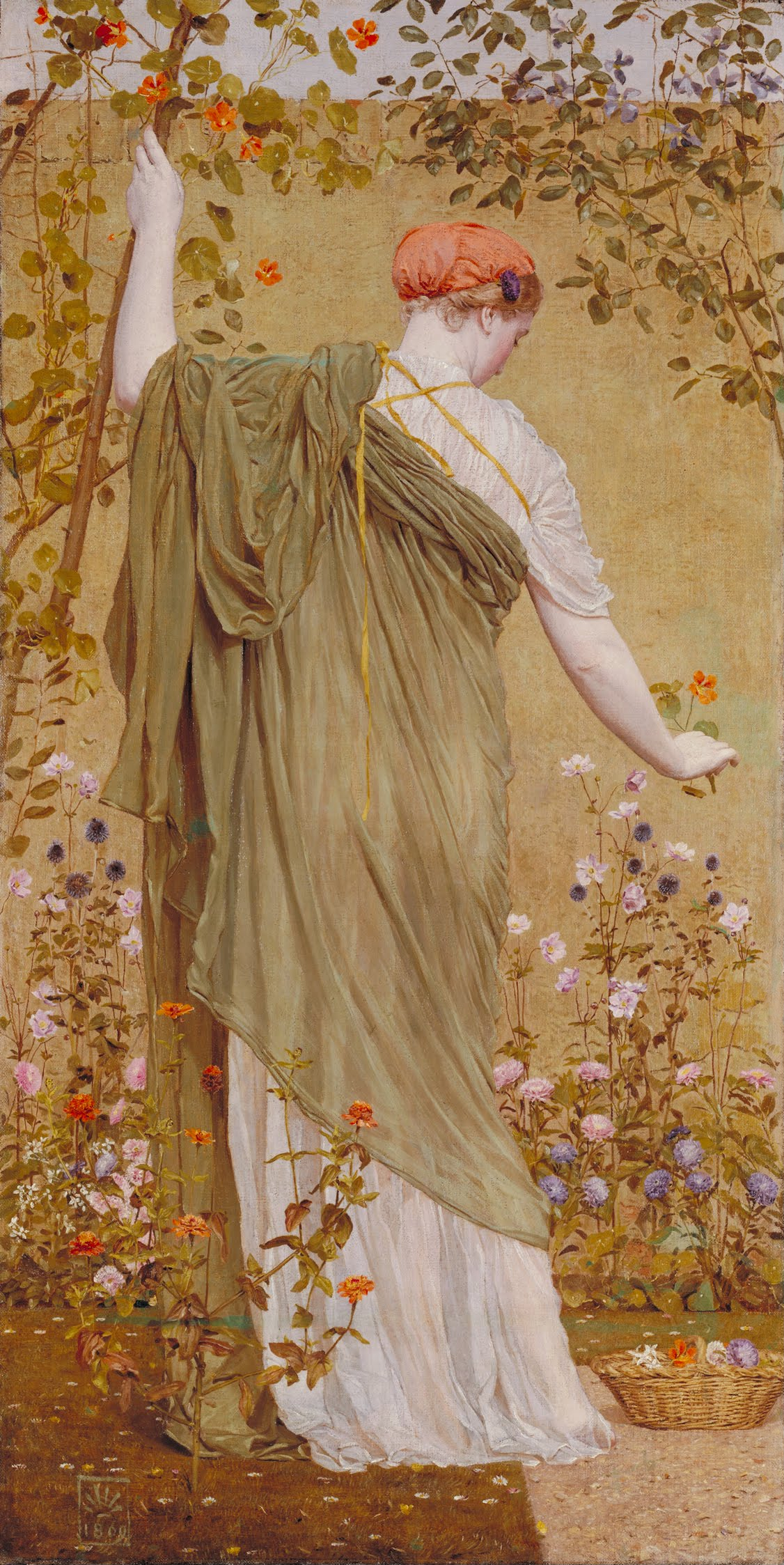
A Garden.

Albert Joseph Moore est né à York le 4 septembre 1841. Il est le treizième fils et quatorzième d'une fratrie du célèbre portraitiste William Moore et de sa deuxième épouse, Sarah Collingham. Plusieurs de ses frères se forment dans le domaine artistique, comme Henry Moore, R.A. Albert Moore étudie à l'Archbishop Holgate's School, mais aussi à la St. Peter's School de York, où il apprend à dessiner, tandis que son père lui apprend à peindre. Ses progrès sont si sensibles qu'il obtient une distinction du Department of Science and Art de Kensington en mai 1853, avant même de fêter son douzième anniversaire.
Après la mort de son père en 1851, Albert Joseph Moore est protégé par son frère John Collingham Moore. En 1855, il part à Londres jusqu'en 1858, puis devient étudiant des beaux-arts à la Royal Academy. Il y expose déjà ses œuvres en 1857 (A Goldfinch et A Woodcock).
Ses premières œuvres s'inspirent de Ruskin. En 1859, il rencontre l'architecte William Eden Nesfield en France. En 1861, il réalise deux nouvelles œuvres : The Mother of Sisera looked out of a Window, et Elijah running to Jezreel before Ahab's Chariot.
Bien qu'atteint d'une maladie douloureuse et incurable, Albert Moore continue à peindre jusqu'à son décès le 25 septembre 1893, au 2 Spenser Street, Victoria Street, à Westminster. Il est enterré au cimetière de Highgate. Sa dernière œuvre, The Loves of the Seasons and the Winds, a été peinte pour Mr. McCulloch.
Une exposition de ses peintures est organisée aux Grafton Galleries, à Londres, en 1894.

## Travaux
- A Vénus (1869), huile sur toile, 160 × 76 cm, York Art Gallery[3]
- The Quartette (1869)
- Seagulls (1871 ; Williamson Art Gallery and Museum, Birkenhead)
- Follow-my-Leader (1873)
- Shells (1874)
- Topaz (1879)
- Rose Leaves (1880)
- Yellow Marguerites (1881)
- Blossoms (1881)
- Dreamers (1882 ; Birmingham Museum and Art Gallery)
- Reading Aloud (1884 ; Kelvingrove Art Gallery and Museum, Glasgow)
- Silver (1886)
- Midsummer (1887 ; Russell-Cotes Art Gallery and Museum, Bournemouth)
- A River Side (1888),
- A Summer Night (1890 ; Walker Art Gallery, Liverpool)
- Lightning and Light (1892 ; Private collection)
- An Idyll (1893)
- The Loves of the Winds and the Seasons (1893 ; Blackburn Museum and Art Gallery)